# Манастир (Драмско)
Вижте пояснителната страница за други значения на Манастир.
Манастир, известно и с турската си форма Манастирджик (на гръцки: Εκκλησάκι, Еклисаки, катаревуса Εκκλησάκιον, Еклисакион, до 1927 година Μοναστηρτζίκ, Монастирдзик), е бивше село в Република Гърция, в историко-географската област Чеч, на територията на дем Неврокоп.

## География
Манастир е разположено на югозападните склонове на Родопите, на около два километра от границата с България. Съседните му села в гръцкия Чеч са Почен, Тисово и Шурдилово и Борен, а от българска страна Жижево, Туховища и Бръщен. Допреди Балканската война, то е попадало в Неврокопската каза, а след това в ном Драма, дем Неврокоп. Разположено е от източната страна на връх Тумба (942 m) в долината на река Милу Рема. На юг от селото в посока изток-запад тече десният приток на река Цацани Рема.
Селото се дели на две махали – горна (Туканана) и долна (Тамканана). В горната махала е единственият извор, който е бил покрит с капак. По-нагоре от селото се намира гробището. Джамията е в центъра и никога не е имала минаре, тъй като до нея има скала, висока около пет метра, от която мюезининът призовавал за молитва.

## История

### В Османската империя
В съкратен регистър на тимари, зиамети и хасове в ливата Паша от 1519 година село Манастир (Манастър) е вписано както следва – немюсюлмани: 55 домакинства, неженени – 9, вдовици – 4. В подробен регистър на тимари, зиамети, хасове, чифлици, мюлкове и вакъфи в казите и нахиите по териториите на санджака Паша от 1524 – 1537 година от село Манастир (Манастър) са регистрирани мюсюлмани: 1; немюсюлмани: 16, неженени – 3, вдовици – 1. В съкратен регистър на санджаците Паша, Кюстендил, Вълчитрън, Призрен, Аладжа хисар, Херск, Изворник и Босна от 1530 година са регистрирани броят на мюсюлманите и немюсюлманите в населените места. Регистрирано е и село Манастир (Манастирджик) с немюсюлмани: 39 домакинства, неженени – 5; вдовици – 4. В подробен регистър на санджака Паша от 1569 – 70 година е отразено данъкоплатното население на Манастир (Манастирджик) както следва: немюсюлмани – 30 семейства, 19 неженени и 6 вдовици. В подробен регистър за събирането на данъка авариз от казата Неврокоп за 1723 година от село Манастир (Манастър-и Кючюк) са зачислени 15 мюсюлмански домакинства.
В XIX век Манастир е помашко село в Неврокопска каза на Османската империя.
В „Етнография на вилаетите Адрианопол, Монастир и Салоника“, издадена в Константинопол в 1878 година и отразяваща статистиката на населението от 1873 година, Манастир (Manastir) е посочено като село с 28 домакинства и 85 жители помаци. Според Стефан Веркович към края на XIX век Манастир има мюсюлманско мъжко население 101 души, което живее в 28 къщи. Според Васил Кънчов Манастирджик е село с 65 къщи. а към 1900 година населението на Манастир се състои от 200 жители българи мохамедани.

### В Гърция
През Балканската война в 1912 година в селото влизат български войски. По данни на Българската православна църква, към края на 1912 и началото на 1913 година в Манастир (Манастирджикъ) живеят 72 семейства или общо 320 души.
След Междусъюзническата война селото остава в Гърция. Според гръцката статистика, през 1913 година в Манастир (Μοναστηρτζίκ, Монастирджик) живеят 308, а през 1920 година 178 души.
През 1923 година населението на Манастир като мюсюлмани е насилствено изселено в Турция. Тогава е обезлюдено и село Манастир. Кметът – Шахман Алендаров – е извикан в Драма и повече не е видян от никой. Пуска се слух, че гръцката армия настъпва към чечлийските села и коли наред, което довежда до масово паническо бягане на населението посред нощ. Една част се устремява към Турция, където е настанена в градчето Малък Самоков (Демиркьой), а друга поема по долината на река Доспат към България и намира подслон в селата Црънча, Кочан, Барутин и други. Част от бежанците, които намерили подслон в Кочан, събират средства за изселване в Турция и през 1925 година поемат пътя, заедно с някои кочанци, които се присъединили към тях. Имало и такива бежанци от село Манастир, които решили да останат в българските чечлийски села, като семейство Маджирски, които се заселват за постоянно в Кочан.
През 1927 година името на селото е сменено на Εκκλησάκι, Еклисаки – гръцката дума за „параклис“, но в селото не са заселени гръцки бежанци от Турция и то е заличено.
| Година    | 1913 | 1920 | 1928 | 1940 | 1951 | 1961 | 1971 | 1981 | 1991 | 2001 | 2011 | 2021 |
| --------- | ---- | ---- | ---- | ---- | ---- | ---- | ---- | ---- | ---- | ---- | ---- | ---- |
| Население | 308  | 178  |      |      |      |      |      |      |      |      |      |      |